# Beckenried
Beckenried és un municipi del cantó de Nidwalden (Suïssa).